# Nealcidion sexguttatum
Nealcidion sexguttatum là một loài bọ cánh cứng trong họ Cerambycidae.